# Thespesia howii
Thespesia howii är en malvaväxtart som beskrevs av Shiu Ying Hu. Thespesia howii ingår i släktet Thespesia och familjen malvaväxter. Inga underarter finns listade i Catalogue of Life.